# اکسفود
اکسفود (انگلیسی: Axfood) شرکت خرده‌فروشی سوئدی است، که در سال ۲۰۰۰ تأسیس شد.